# Dionaea aurifrons
Dionaea aurifrons là một loài ruồi trong họ Tachinidae.